# خبرنامه امیرکبیر
خبرنامه امیرکبیر (به انگلیسی: Amirkabir NewsLetter) یک رسانه دانشجویی است که از اواخر دهه ۷۰ شمسی در دانشگاه صنعتی امیرکبیر شروع به فعالیت کرده است؛ در حال حاضر این رسانه در شبکه‌های اجتماعی نظیر تلگرام، اینستاگرام و توییتر فعالیت دارد.
خبرنامه امیرکبیر در دانشگاه صنعتی امیرکبیر (پلی تکنیک تهران) شکل گرفته است. این رسانه آنلاین در حوزه مسائل حقوق بشری دانشجویی، مستندسازی نقض حقوق بشر در دانشگاه‌های ایران، گزارش از وضعیت دانشگاه‌ها، انتشار اخبار و تحلیل‌های مربوط به سرکوب امنیتی در دانشگاه‌های ایران و انتشار مقالات انتقادی در مورد عملکرد جمهوری اسلامی در حوزه مراکز آموزش عالی ایران فعال است.

## تاریخچه
خبرنامه امیرکبیر، در ابتدا به عنوان خبرنامه انجمن اسلامی دانشجویان امیرکبیر (انجمن پلی تکنیک) شناخته می‌شد و به صورت کاغذی و با نام AKU-News منتشر می‌یافت. این رسانه توسط فعالان جنبش دانشجویی دانشگاه صنعتی امیرکبیر (پلی تکنیک تهران) و با همراهی اعضای دفتر تحکیم وحدت شکل گرفت و هرسال با انتخاب شورای مرکزی جدید انجمن پلی تکنیک، اعضای هیئت تحریریه آن مشخص می‌شدند. مسئول وقت سایت خبرنامه امیرکبیر و دبیر وقت انجمن اسلامی پلی تکنیک در خرداد ۱۳۸۵ توسط وزارت اطلاعات جمهوری اسلامی بازداشت شدند. یکی از اتهامات مسئول وقت خبرنامه راه‌اندازی سایت خبرنامه امیرکبیر بود که به همین اتهام به دوسال حبس تعزیری و ۱۴۸ ضربه شلاق محکوم شد.

## فعالیت
خبرنامه امیرکبیر پس از تخریب شبانه دفتر انجمن پلی‌تکنیک با بولدوزر و برخورد امنیتی با دانشجویان این دانشگاه، به‌صورت غیررسمی فعالیتش را ادامه داد و یکی از رسانه‌های اثرگذار جنبش دانشجویی ایران در نیمه دوم دهه هشتاد شمسی بود. با بازداشت تعدادی از دانشجو پلی‌تکنیک در پرونده گردانندگان خبرنامه امیرکبیر در سال ۸۷ و مسدود کردن خبرنامه امیرکبیر همزمان با مسدود شدن سایت فیس‌بوک، پیش از انتخابات ریاست جمهوری سال ۱۳۸۸، فعالیت این رسانه کاهش یافت.
خبرنامه امیرکبیر مجدداً فعالیتش را از سال ۱۳۹۴ از طریق کانال تلگرامی از سر گرفت. فعالیت‌های این رسانه دانشجویی همزمان با شروع خیزش زن، زندگی، آزادی بیشتر شد؛ و با انتشار گزارش‌های مختلف از وضعیت دانشگاه‌های ایران و سرکوب دانشگاه‌ها از جمله دانشگاه صنعتی امیرکبیر، موارد نقض حقوق بشر در دانشگاه‌های ایران را در سطح بین‌المللی بازتاب داد.
خبرنامه امیرکبیر در تابستان و پاییز ۱۴۰۲ اسناد محرمانه‌ای در خصوص جذب هیئت علمی در تراز انقلاب اسلامی در دانشگاه‌ها منتشر کرد که واکنش گسترده‌ای را در پی داشت. انتشار لیست ۲۸۴۳ دانشجوی احضار شده به کمیته انضباطی دانشگاه‌های مختلف کشور به درخواست نهادهای امنیتی از دیگر مستندات منتشر شده توسط این رسانه است. موارد یاد شده در گزارش کمیته حقیقت‌یاب سازمان ملل متحد بازتاب داده شده است.

## حمله سایبری
۱۶ بهمن ۱۳۸۸ خبرنامه امیرکبیر به‌همراه ادوار نیوز رسانه ادوار تحکیم وحدت یا سازمان دانش‌آموختگان ایران اسلامی مورد حمله هکرهای حکومتی به نام «ارتش سایبری ایران» قرار گرفته و از دسترس خارج شدند. هکرها در پیام خود نوشته‌بودند: «اگر فرمان دهد رهبر بتازیم، اگر خواهد ز ما او سر ببازیم».